# آنالیز پراش لیزر

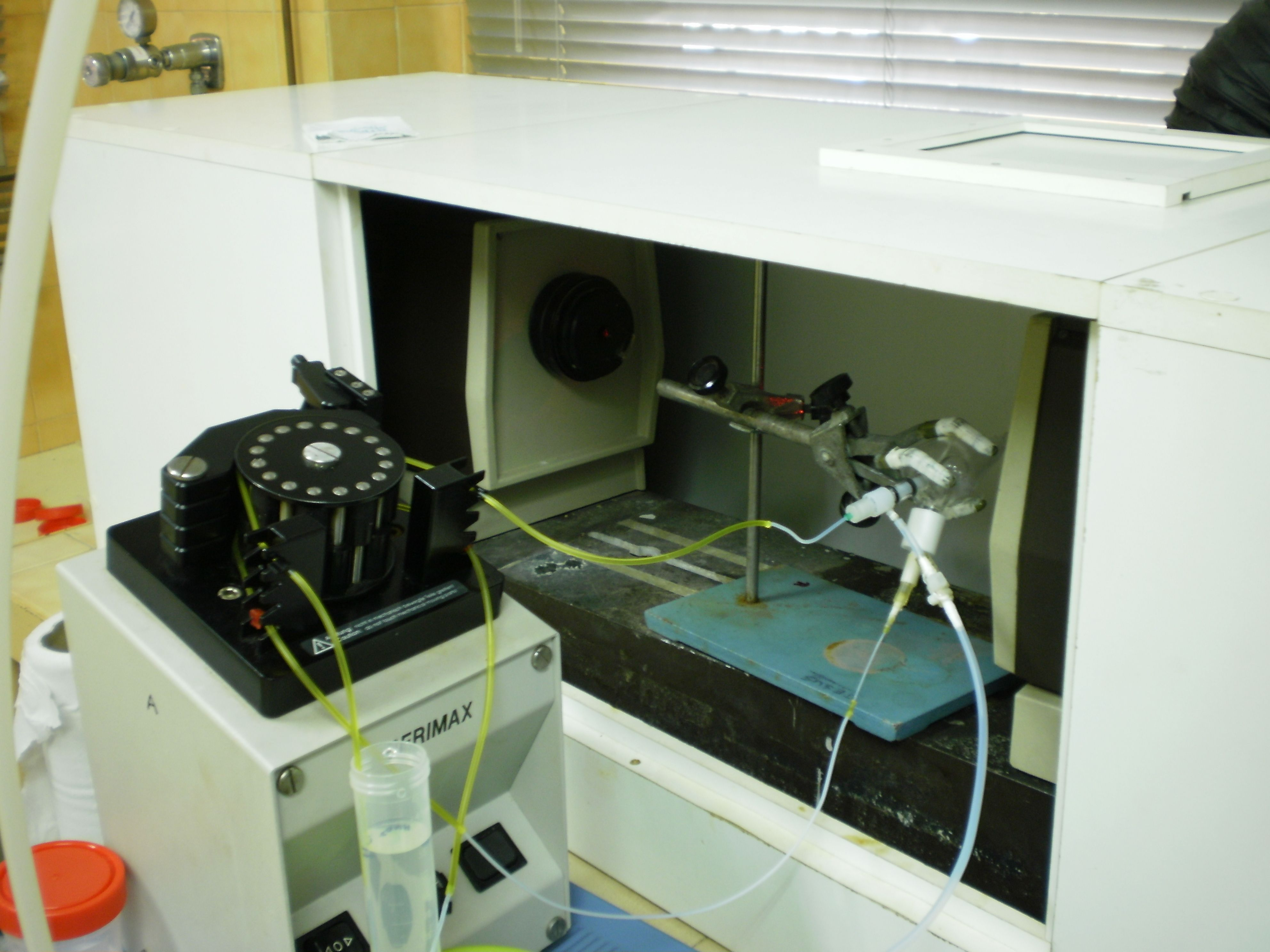
نمایی از تجزیه و تحلیل توزیع اندازه قطره با تکنیک پراش لیزری

آنالیز پراش لیزر (به‌انگلیسی:Laser diffraction analysis)، همچنین به‌عنوان طیف سنجی پراش لیزر شناخته می‌شود، فناوری‌است که از الگوهای پراش پرتوی لیزر عبورداده‌شده از هر جسمی از نانومتر تا میلی‌متر برای اندازه.گیری سریع ابعاد هندسی ذره استفاده می‌کند. این فرایند به‌سرعت جریان حجمی، میزان ذراتی که باگذشت زمان از یک‌سطح عبور می‌کنند، بستگی ندارد.

## عملکرد
آنالیز پراش لیزر بر اساس تئوری پراش فراونهوفر است ، بیان می کند که شدت نور پراکنده شده توسط یک ذره مستقیماً با اندازه ذره متناسب است. زاویه پرتوی لیزر و اندازه ذره رابطه ای معکوس دارند ، به‌این‌صورت که با کاهش اندازه ذره، زاویه پرتو لیزر افزایش می یابد و بالعکس.
آنالیز پراش لیزر از طریق لیزر هلیم-نئون قرمز، یک لیزر گازی معمولاً مورد استفاده برای آزمایش های فیزیکی که از لوله لیزر ، منبع تغذیه ولتاژ بالا و بسته بندی ساختاری تشکیل شده است ، انجام می شود. روش دیگر ، ممکن است از دیودهای لیزر آبی یا LED با طول موج کوتاه‌تر استفاده شود. زاویه دار شدن انرژی نوری تولید شده توسط لیزر با عبور پرتوی از نور از سوسپانسیون و سپس قرار دادن آن روی سنسور تشخیص داده می شود. یک لنز بین جسم مورد آنالیز و نقطه کانونی آشکارگر قرار می گیرد و باعث می شود که فقط پراش لیزر اطراف ظاهر شود. اندازه هایی که لیزر می تواند آنالیز کند ، به فاصله کانونی لنز ، فاصله لنز تا نقطه کانونی آن بستگی دارد. با افزایش فاصله کانونی ، ناحیه ای که لیزر می تواند تشخیص دهد نیز افزایش می یابد و یک رابطه متناسب را نشان می دهد. سپس می توان از یک رایانه برای تشخیص اندازه ذرات جسم از انرژی نوری تولید شده و طرح آن که رایانه از داده های جمع آوری شده در مورد فرکانس ها و طول موج های ذرات بدست می آورد استفاده کرد .

## کاربرد
آنالیز پراش لیزر برای اندازه گیری  اندازه ذرات اشیا در موقعیت هایی مانند موقعیت های ذیل به‌کار می‌رود:
- مشاهده توزیع رسوبات مانند رس و گل ، با تأکید بر گل و اندازه نمونه های بزرگتر از رس. [۷]
- تعیین درجا اندازه گیری ذرات در خورها. ذرات موجود در خورها از اهمیت زیادی برخوردار هستند زیرا به گونه های شیمیایی طبیعی یا آلاینده اجازه می دهد تا به راحتی حرکت کنند. اندازه ، تراکم و پایداری ذرات در خورها برای انتقال آنها مهم است. در اینجا برای مقایسه توزیع اندازه ذرات برای پشتیبانی از این ادعا و همچنین یافتن چرخه های تغییر در خورهایی که به دلیل ذرات مختلف رخ می دهد ، از تحلیل پراش لیزر استفاده می شود. [۸]
- خاک و ثبات آن هنگام مرطوب بودن. پایداری تجمع خاک (کلوخه هایی که توسط خاک رس مرطوب نگه داشته می شوند) [۹] و پراکندگی خاک رس (خاک رس در خاک مرطوب جدا می شود) ، [۱۰] دو حالت مختلف خاک در منطقه ساوانا سرادو، با آنالیز پراش لیزر برای تشخیص تاثیر شخم زدن در این دو  مقایسه شد . اندازه گیری ها قبل از شخم زدن و بعد از شخم زدن برای فواصل زمانی مختلف انجام شد. در حالی که تجمع خاک باعث پراکندگی خاک شد ، تحت تأثیر شخم قرار نگرفت. [۱۱]
- تغییر شکل گلبول های قرمز تحت برش. [۱۲]به دلیل پدیده خاصی به نام حرکت مخزن، [۱۲]غشای گلبول قرمز نسبت به نیروی برشی و سیتوپلاسم سلول می چرخد و باعث می شود گلبول‌های قرمز جهت گیری کنند. گلبول های قرمز جهت‌گیری و کشیده شده، دارای الگوی پراش هستند که اندازه ذرات آشکار را در هر جهت نشان می دهد که اندازه گیری میزان تغییر شکل پذیری گلبول های قرمز و جهت گیری سلول ها را ممکن می کند. در یک اکتاسیتومتر [۱۳] تغییر شکل پذیری گلبول قرمز را می توان تحت تغییر تنش اسمزی یا تنش اکسیژن اندازه گیری کرد و در تشخیص و پیگیری کم خونی همولیتیک مادرزادی استفاده می شود. [۱۴]

## مقایسه ها
از آنجا که آنالیز پراش لیزر تنها روش اندازه گیری ذرات نیست ، با روش غربال-پیپت که یک روش سنتی برای آنالیز اندازه دانه است ، مقایسه شده است. هنگامی که مقایسه انجام شد ، نتایج نشان داد که آنالیز پراش لیزر محاسبات سریعی را انجام می دهد که پس از یک‌بار آنالیزدوباره انجام دادن آن  آسان است ، به اندازه نمونه های زیادی نیازی نیست و مقادیر زیادی داده تولید می کند. نتایج به راحتی قابل دستکاری است زیرا داده ها روی یک سطح دیجیتالی قرار دارند. هر دو روش غربال-پیپت و آنالیز پراش لیزر قادر به آنالیز اجسام کوچک هستند ، اما آنالیزپراش لیزر منجر به داشتن دقت بهتری نسبت به روش مشابه اندازه گیری ذرات می شود. 

## انتقاد
تحلیل پراش لیزر در زمینه های زیر معتبر اعلام شده است: 
- فرضیاتی از جمله ذراتی که دارای ساختارفضایی تصادفی و مقادیر حجم هستند. در بعضی از واحدهای پراکندگی نشان داده شده است که ذرات به جای آنکه جریان آشفته ای داشته باشند ، خود را در یک راستا قرار می دهند و باعث می شوند خود را در جهت منظمی هدایت کنند.
- الگوریتم های مورد استفاده درآنالیز پراش لیزر کاملاً معتبر نیستند. گاهی اوقات  به عنوان تلاشی برای جلوگیری از نادرست به نظر رسیدن داده ها، الگوریتم های مختلفی  برای جمع آوری داده ها منطبق بر فرضیات ساخته شده توسط کاربران استفاده می شود.
- عدم دقت اندازه گیری به دلیل لبه های تیز روی اشیا. آنالیز پراش لیزر به دلیل زاویه های بزرگی که لیزرها روی آنها ایجاد می کند ، این شانس را دارد که ذرات فرضی را در لبه های تیز تشخیص دهد.
- هنگامی که با جمع آوری داده های تصویربرداری نوری ، یکی دیگر از روش های اندازه گیری ذرات، مقایسه می شود ارتباط بین این دو برای ذرات غیر کروی ضعیف است. این امر به این دلیل است که نظریه های اساسی فراونهوفر و Mie تنها ذرات کروی را پوشش می دهند. ذرات غیر کروی باعث ایجاد الگوهای پراکندگی پخش شده بیشتر و تفسیر آنها دشوارتر است. برخی از تولیدکنندگان الگوریتم هایی را در نرم‌افزار خود گنجانده اند که تا حدی می تواند ذرات غیر کروی را جبران کند.